# Чино Хилс (Калифорнија)
Чино Хилс (енгл. Chino Hills) град је у америчкој савезној држави Калифорнија. По попису становништва из 2010. у њему је живело 74.799 становника.

## Демографија
Према попису становништва из 2010. у граду је живело 74.799 становника, што је 8.012 (12,0%) становника више него 2000. године.
| Група             | 2000.          | 2010.          |
| Белци             | 29.247 (43,8%) | 25.017 (33,4%) |
| Афроамериканци    | 3.697 (5,5%)   | 3.415 (4,6%)   |
| Азијати           | 14.744 (22,1%) | 22.676 (30,3%) |
| Хиспаноамериканци | 17.151 (25,7%) | 21.802 (29,1%) |
| Укупно            | 66.787         | 74.799         |